# Crying
Crying — рок-н-рольна балада Роя Орбісона, випущена 1961 року.
Ця пісня потрапила до списку 500 найкращих пісень усіх часів за версією журналу Rolling Stone.